# Capitania-Geral de Porto Rico
A Capitania-Geral de Porto Rico (em espanhol: Capitania General de Puerto Rico) foi uma entidade territorial integrante do Império Espanhol, que abrangeu o território de Porto Rico. Foi criada em 1582 e existiu até 1809, ano que se transformou na província espanhola de Porto Rico até 1814, restabelecendo-se de novo a capitania geral até 1898. Fazia parte do Vice-Reino de Nova Espanha até 1821 e dependia da Real Audiência de São Domingos e da sucessora cubana de Porto Príncipe ou Camagüey, até a criação da Real Audiência de Porto Rico em 1831. 

## Antecedentes

### Governo de Porto Rico
Em 19 de novembro de 1492 durante sua segunda viagem à América, Cristóvão Colombo descobriu a ilha de Porto Rico, incorporando-a ao seu Vice-Reino das Índias
Por capitulação datada em 24 de abril de 1504, foi nomeado Vicente Yáñez Pinzón capitão e editor da 'ilha de San Juan Bautista', ou Porto Rico, mas nunca chegou a ela.
Em 1510 Juan Ponce de León foi nomeado tenente de governador de Porto Rico e colonizou a ilha fundando nesse ano a população de Cáparra, e no mesmo ano, foi fundado San Germán.
Em 6 de agosto de 1511 o Papa Julho II criou a Diocese de Porto Rico sufragânea da Arquidiocese de Sevilha. Em 1519 sua jurisdição foi ampliada para incluir todas as Antilhas Menores e parte da costa de Venezuela até a foz do rio Orinoco, conservando estes territórios até 1790, embora as ilhas menores foram se perdendo à medida que foram ocupadas por outros países. Seu primeiro bispo, Alonso Manso chegou em 1512.

### Dependência da Real Audiência de São Domingos
Em 1519 foi fundada a cidade de São João depois da transferência de Cáparra. Desde a instalação da Audiência Real de Santo Domingo em 14 de setembro de 1526, Porto Rico ficou sob vossa jurisdição.
O Vice-Reino de Nova Espanha foi estabelecido por decreto real do rei espanhol Carlos I, de 1 de janeiro de 1535, embora a instauração oficial tenha sido realizada em 8 de março, ficando Porto Rico sob sua jurisdição.
Em 1545 os franceses atacaram San Germán. Em 1573 se refundou San Germán em seu atual local. Em 12 de fevereiro de 1546 a Diocese de Porto Rico passou a ser sufragânea da Arquidiocese de Santo Domingo.

## Capitania-Geral Autônoma
Diego Menéndez de Valdés foi o primeiro capitão geral de Porto Rico em 1582. Em 1586 estabeleceu-se uma ajuda econômica chamada "o situado mexicano".
Em 1595 foram rejeitados os ataques dos corsários ingleses Francis Drake e John Hawkins. A ilha foi ocupada pelo conde britânico George Clifford de Cumberland durante alguns meses em 1598.
Em 1625 San Juan foi ocupada e saqueada pelos holandeses. Em 1692 foram fundados os povos de Ponce, Aguada e Loiza e foram criadas as terras de guerra. No dia 20 de maio de 1790 foi criada a Diocese de São Tomé da Guiana na costa venezuelana, separando-a da jurisdição da diocese de Porto Rico.
Uma Ordem Real de 24 de maio de 1784 ordenou a criação da Intendência de Porto Rico unida ao cargo do governador e capitão-geral, de acordo com a Portaria do Rio da Prata. Em 1794 foi ordenado observar a Portaria de Nova Espanha.
Em 1797 fracassou um ataque britânico à ilha. Em 1800 mudou-se para Santa Maria del Puerto Príncipe (hoje Camagüey) a Real Audiência de São Domingos, o que foi disposto em 22 de maio de 1797, já que esta ilha foi cedida a França, previamente havia se instalado em Santiago de Cuba desde 1799 mantendo a sua jurisdição sobre Porto Rico. Em 1803 ao erigir-se a Arquidiocese de Santiago de Cuba, a Diocese de Porto Rico passou a ser sua sufragânea.

## Província Espanhola de Porto Rico
Em 1809 a Junta Central de Sevilha transformou Porto Rico numa província do Reino da Espanha e o Conselho de Regência emitiu em 14 de fevereiro de 1810 um decreto convocando as Cortes em Cádiz, estabelecendo que Porto Rico deveria eleger um representante, o que recaiu sobre Ramón Power. Outro decreto do Conselho de Regência concedeu ao governador e capitão geral Salvador Meléndez faculdades omnímodas, estando em vigor até 1812.
Uma ordem Real de 28 de novembro de 1811 separou o cargo de intendente de finanças do de governador e capitão-geral de Porto Rico, com Alejandro Ramírez como seu primeiro intendente, que assumiu em 12 de fevereiro de 1813.
Neste ano foi estabelecida a Disputa Provincial de Porto Rico. Foi abolida por Fernando VII em 1814, restabelecendo-se a Capitania Geral.

## Incorporação aos Estados Unidos
Em 25 de julho de 1898 desembarcaram tropas dos Estados Unidos em Porto Rico, durante a Guerra hispano-americana, e em 10 de dezembro foi assinado o Tratado de Paris que transferiu a ilha para os yankee.